# NGC 2411
NGC 2411 è una galassia ellittica situata nella costellazione dei Gemelli, a una distanza di circa 248 milioni di anni luce dalla nostra Via Lattea.

## Scoperta
La galassia è stata scoperta il 7 febbraio 1885 dall'astronomo francese Édouard Stephan.